# Nässjömasten

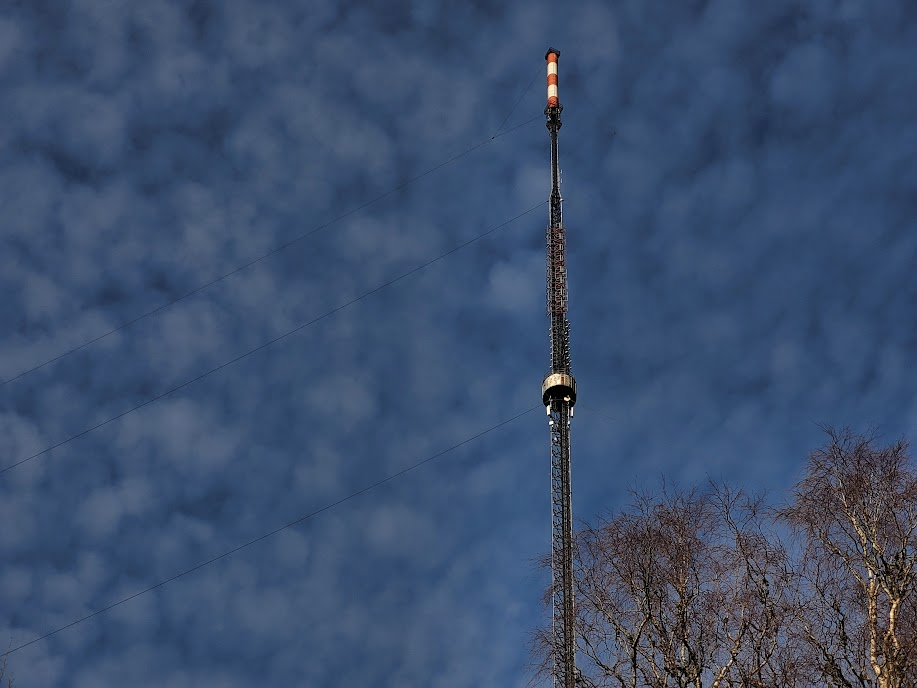

Nässjömasten är en 324 meter hög mast som ligger strax väster om Nässjö.
För att komma till toppen får man först åka motordriven hiss 210 meter men sedan får man klättra.
Lampor finns i sju nivåer.